# Station Bad Gandersheim
Station Bad Gandersheim (Haltepunkt Bad Gandersheim) is een spoorwegstation in de Duitse plaats Bad Gandersheim, in de deelstaat Nedersaksen. Het station ligt aan de spoorlijn Helmstedt - Holzminden, tot 1975 had Bad Gandersheim ook een verbinding naar Groß Düngen.

## Indeling
Het station beschikt over twee zijperrons, waarvan het tweede perron overkapt is en het eerste perron is voorzien van abri's. Het tweede zijperron ligt tussen spoor 1 en spoor 2 en is via een voetgangerstunnel vanaf het eerste perron te bereiken. Aan de noordzijde van de sporen bevinden zich een parkeerterrein, een fietsenstalling en een bushalte.

## Verbindingen
De volgende treinserie doet het station Bad Gandersheim aan:
| Serie | Treinsoort                   | Route                                                                                     | Bijzonderheden |
| ----- | ---------------------------- | ----------------------------------------------------------------------------------------- | -------------- |
| RB 82 | Regionalbahn (DB Regio Nord) | Göttingen – Northeim (Han) – Kreiensen – Bad Gandersheim – Seesen – Goslar – Bad Harzburg |                |